# ویلانووا دآستی
ویلانووا دآستی (به ایتالیایی: Villanova d'Asti) یک کومونه در ایتالیا است که در استان آسته واقع شده‌است. ویلانووا دآستی ۴۲٫۱۴ کیلومتر مربع مساحت و ۵٬۰۸۶ نفر جمعیت دارد و ۲۶۰ متر بالاتر از سطح دریا واقع شده‌است.